# آلیس براگا
آلیس براگا مورایس (به پرتغالی: Alice Braga Moraes) (زادهٔ ۱۵ آوریل ۱۹۸۳) یک هنرپیشه برزیلی است. او در چند فیلم برزیلی به ویژه شهر خدا که بسیار خوب در نقش آنجلیکا ظاهر شده و در فیلم شهر پایین (۲۰۰۵) در نقش کارینا بازی کرده است. او همچنین در فیلم‌های هالیوود نظیر من افسانه هستم (۲۰۰۷)، عبور از مرز (۲۰۰۹)، غارتگران (۲۰۱۰)، تشریفات مذهبی (۲۰۱۱)، ایلیسیم (۲۰۱۳) و جهش‌یافته‌های جدید (۲۰۲۰) ایفای نقش کرده است. وی همچنین نقش ترسا مندوزا، شخصیت اصلی مجموعه تلویزیونی ملکه جنوب (۲۰۱۶) را ایفا کرده است.

## زندگی
آلیس براگا مورس زادهٔ سائو پائولو بزرگ‌ترین شهر برزیل است. او در یک خانواده کاتولیک بزرگ شد. او بازیگری را از سنین پایین شروع کرد. مادر او، آنا براگا و خاله او سونیا براگا هر دو بازیگر هستند؛ و آلیس براگا آن‌ها را اغلب در فیلم‌ها همراهی می‌کند. وی کار حرفه‌ای خود را با ظاهر شدن در نمایش‌های مدرسه‌ای و آگهی‌های بازرگانی آغاز کرد. او اولین پیام بازرگان خود را وقتی ۸ ساله بود برای ماست بازی کرد. وقتی نوجوان بود او شروع کرد به دنبال نقش در تلویزیون و فیلم‌ها. او بر زبان‌های پرتغالی، اسپانیایی و انگلیسی تسلط دارد. 

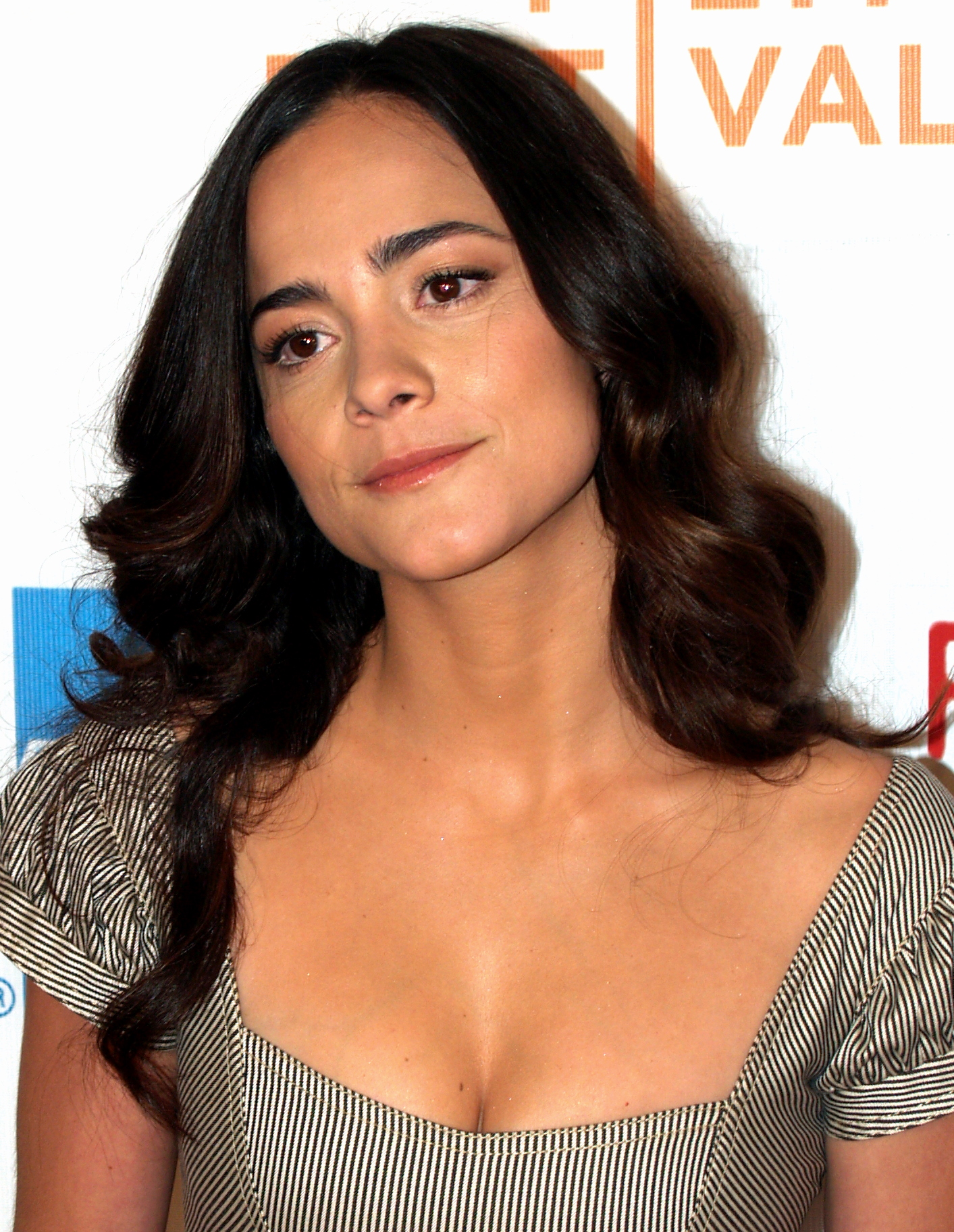
براگا در اکران فیلم کمربند قرمز در فستیوال تریبکا فیلم ۲۰۰۸

## فیلم‌شناسی
فهرست برخی از فیلم‌هایی که آلیس براگا در آن‌ها به ایفای نقش پرداخته است:
| نام فیلم         | سال  | نقش              |
| ---------------- | ---- | ---------------- |
| شهر خدا          | ۲۰۰۲ | آنجلیکا          |
| فقط خدا می‌دونه   | ۲۰۰۶ | دلارس            |
| سفر به انتهای شب | ۲۰۰۶ | مونیک            |
| من افسانه هستم   | ۲۰۰۷ | آنا مونتز        |
| کمربند قرمز      | ۲۰۰۸ |                  |
| کوری             | ۲۰۰۸ | زنی با عینک سیاه |
| عبور از مرز      | ۲۰۰۹ | میریا سانچز      |
| غارتگران         | ۲۰۱۰ | ایزابل           |
| تشریفات مذهبی    | ۲۰۱۱ | آنجلینا وارگاس   |
| در جاده          | ۲۰۱۲ | تری              |
| الیسیوم          | ۲۰۱۳ | فری سانتیاگو     |
| مرا سه بار بکش   | ۲۰۱۴ | آلیس تیلور       |
| دوئل             | ۲۰۱۶ | ماریسول          |
| کلبه             | ۲۰۱۷ | سوفیا            |
| جهش‌یافته‌های جدید | ۲۰۲۰ | سیسیلیا ریس      |
| جوخه انتحار      | ۲۰۲۱ |                  |
| خواب‌آور          | ۲۰۲۳ |                  |

### مجموعه تلویزیونی
| سال  | عنوان      | نقش          | یادداشت‌ها |
| ---- | ---------- | ------------ | --------- |
| ۲۰۱۶ | ملکه جنوب  | ترسا مندوزا  | نقش اصلی  |
| ۲۰۱۸ | سامانتا    | سامانتا      | قسمت ۱٫۱  |
| ۲۰۲۴ | ماده تاریک | آماندا لوکاس |           |